# 에스타디오 아르만도 마에스트레 파바헤아우
에스타디오 아르만도 마에스트레 파바헤아우(스페인어: Estadio Armando Maestre Pavajeau)는 콜롬비아 세사르주 바예두파르에 위치한 축구장이다. 인원은 11,000명이며, 알리안사 FC의 홈구장이다. 2004년부터 2023년까지 바예두파르 FC가 홈구장으로 사용했다.